# Карикорган
Карикорган (каз. Кәріқорған, до 199? г. — Казанка) — село в Жуалынском районе Жамбылской области Казахстана. Административный центр Жетитобинского сельского округа. Код КАТО — 314245100.

## Население
В 1999 году население села составляло 582 человека (287 мужчин и 295 женщин). По данным переписи 2009 года, в селе проживал 581 человек (305 мужчин и 276 женщин).